# Череда волосиста
Череда волосиста (Bidens pilosa) — вид квіткових рослин родини айстрові (Asteraceae). лат. pilosa — «волохатий».

## Опис
Однорічна, трав'яниста, злегка опушена рослина. Стебла до 80 см, прості або розгалужені. Листя черешкові, цілісні або перисто-розсічені, складаються з 3 (-5) яйцеподібних часток, зубчасті, часто загострені. Квітки зібрані в кошики діаметром від 5 до 15 мм, де в середині — родючі, жовті квіти з фіолетовими жилками, периферичні квіти є стерильними і білими. Зовнішні приквітки зелені, лопатчаті. Сім'янки 5,5 до 9 мм, горбкуваті, злегка зігнуті, жорсткі, чорні.
Період цвітіння з квітня по вересень, але в помірних регіонах — в основному влітку і восени. У традиційній китайській медицині ця рослина вважається лікарською.

## Поширення
Батьківщина: Північна Америка — США — Каліфорнія, Мексика. Південна Америка — Бразилія, Антигуа і Барбуда, Барбадос, Куба, Домініка, Домініканська республіка, Гваделупа, Гаїті, Ямайка, Мартинюк, Монтсеррат, Пуерт-Рико, Сент-Кіттс і Невіс, Сент-Люсія, Сент-Вінсент і Гренадини, Беліз, Коста-Рика, Сальвадор, Гватемала, Гондурас, Нікарагуа, Панама, Гаяна, Венесуела, Аргентина, Чилі, Уругвай, Болівія, Колумбія, Еквадор, Перу. Натуралізований: Канада — Онтаріо — Квебек. США. Африка — Кенія, Танзанія, Уганда, Кабо-Верде, Чад, Еритрея, Ефіопія, Сомалі, Судан, Єгипет, Лівія, Марокко, Ангола, Мозамбік, Замбія, Зімбабве, Ботсвана, Лесото, Намібія, Південна Африка, Свазіленд, Бенін, Кот-д'Івуар, Гана, Гвінея, Ліберія, Малі, Нігер Нігерія, Сенегал, Того, Камерун, Центральноафриканська Республіка, Габон, Заїр, Мадагаскар, Маврикій, Реюньйон. Азія — Ємен, Китай, Японія, Південна Корея, Тайвань, Кіпр, Єгипет — Синай, Ізраїль, Бутан, Індія, Непал, Пакистан, Шрі-Ланка, Камбоджа, М'янма, В'єтнам, Індонезія — Java, Малайзія, Папуа-Нова Гвінея, Філіппіни. Австралія. Нова Зеландія. Європа — Велика Британія, Греція, Італія, Словенія, Франція, Португалія [вкл. Азорські острови, Мадейра], Гібралтар, Іспанія [вкл. Канарські острови]. Також культивується. Росте на вологих або заболочених ґрунтах, в садах, на пасовиськах, пустирях, уздовж доріг.
Є агресивним видом, екстракти з рослин гальмують проростання насіння. Знижує врожайність сільськогосподарських культур, засмічує отриманий урожай.

## Галерея

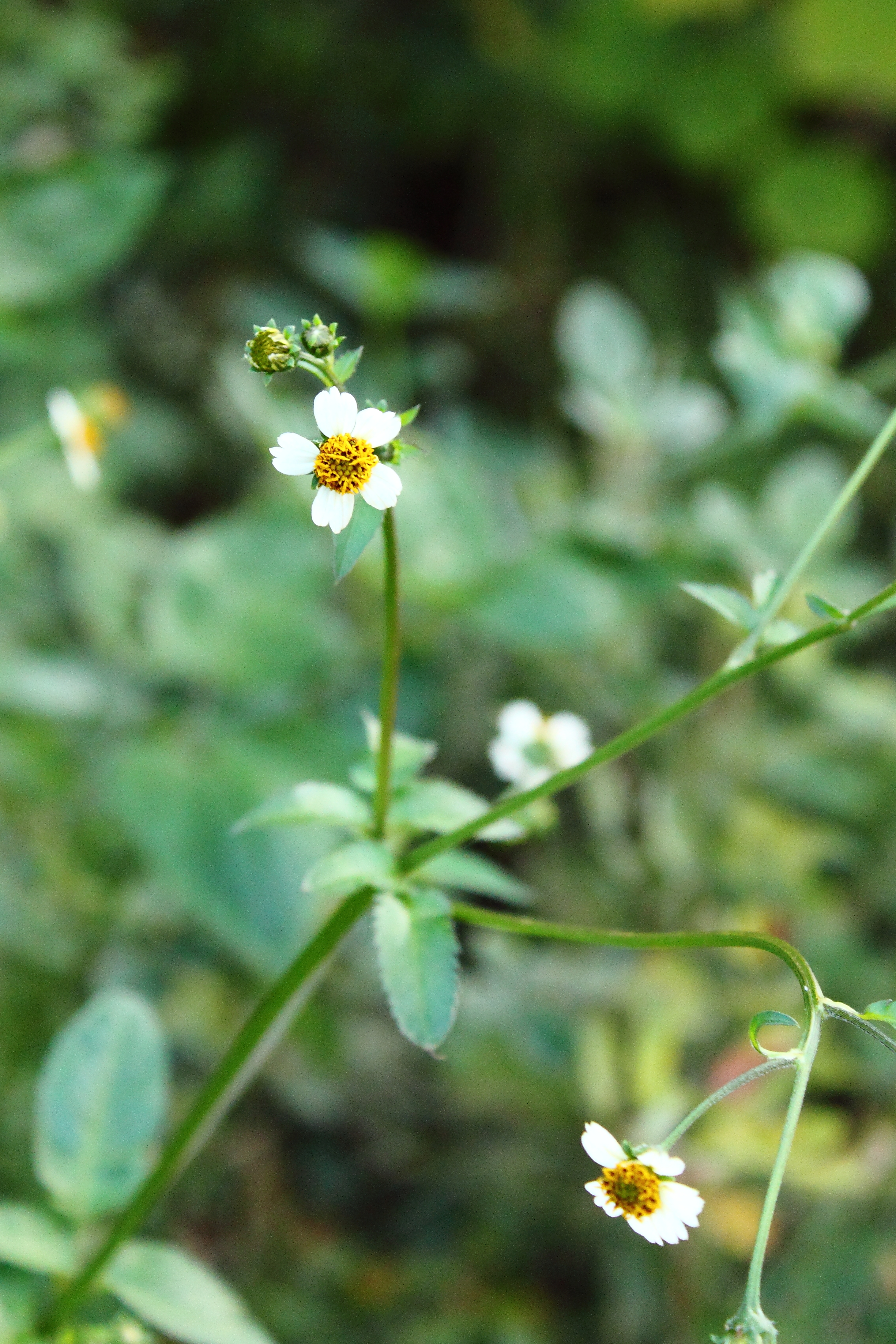
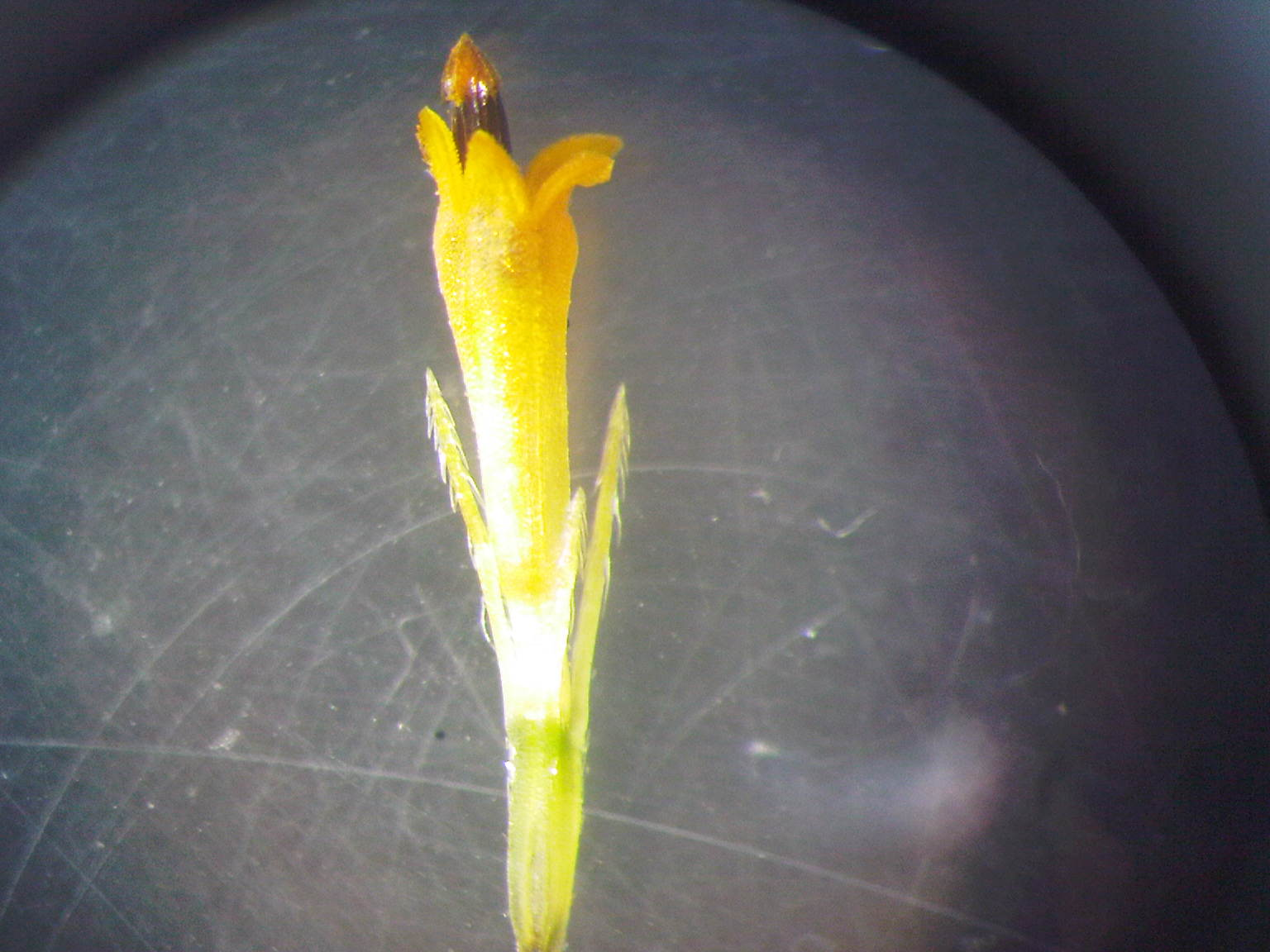
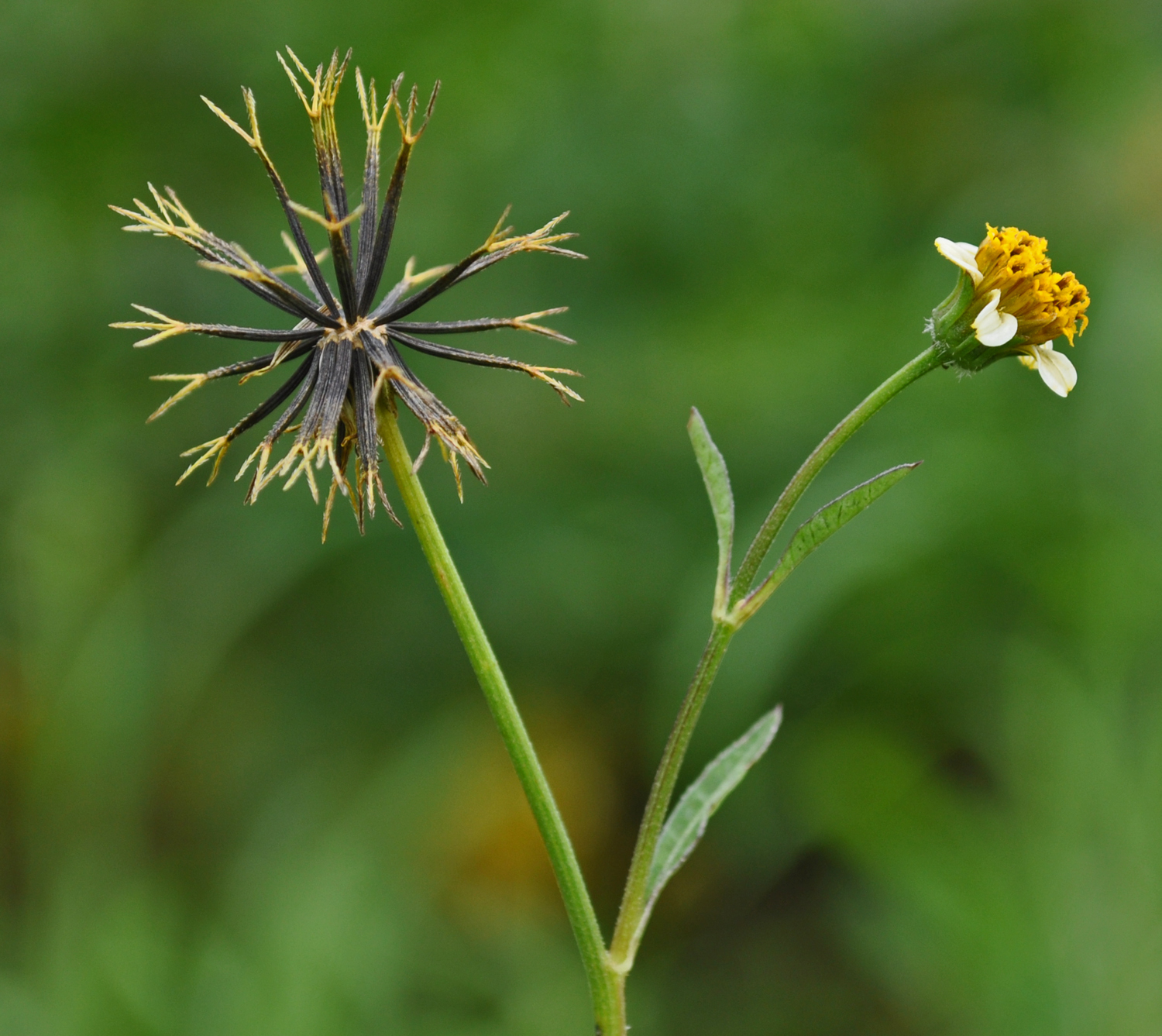